# Gonia simplex
Gonia simplex är en tvåvingeart som beskrevs av Philipp Christoph Zeller 1842. Gonia simplex ingår i släktet Gonia och familjen parasitflugor.
Artens utbredningsområde är Polen. Inga underarter finns listade i Catalogue of Life.